# Estrella Q
Un estel Q o estrella Q (també conegut com a forat gris) és un tipus d'estel degenerat considerat com un derivat dels estels de neutrons més pesats, en el qual la matèria es troba en un estat exòtic. Els estels Q podrien ser extremadament compactes, amb radis inferiors a 1,5 del corresponent radi de Schwarzschild, el que faria que fos difícil de determinar si un objecte és un forat negre estel·lar o un estel Q, llevat que hi hagués una evidència directa de l'absència d'una superfície sòlida.
El terme "estel Q" no indica que es tracta d'un estel de quarks, ja que, la "Q" no es refereix a Quark", sinó més aviat a les partícules retingudes (quantum). Un possible estel Q podria ser l'objecte compacte V404 Cygni.